# Sphaerostephanos latebrosus
Sphaerostephanos latebrosus là một loài dương xỉ trong họ Thelypteridaceae. Loài này được (Kunze ex Mett.) Holttum mô tả khoa học đầu tiên năm 1974.